# Domäne Wörlitz

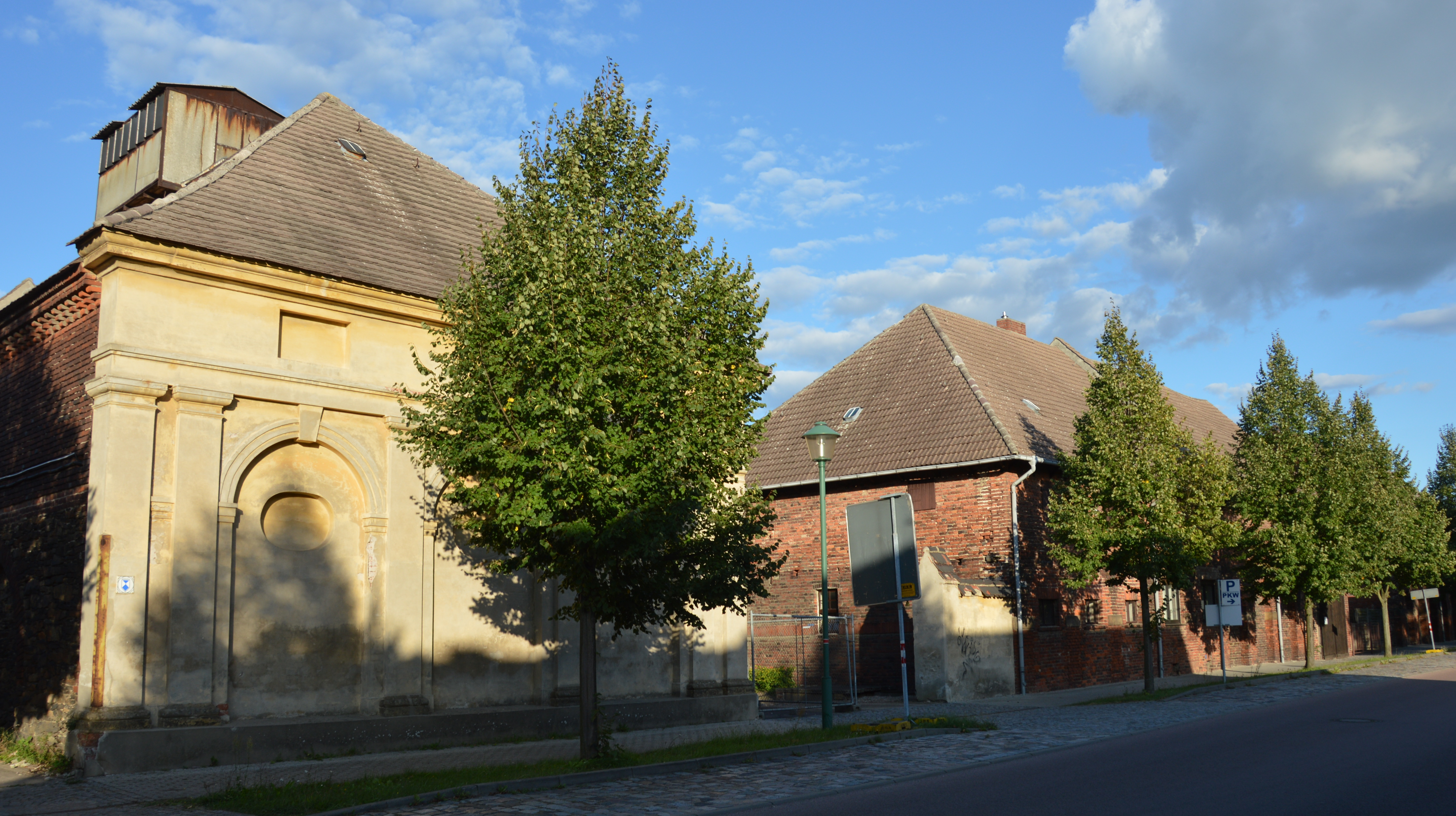
Gebäude der Domäne Wörlitz

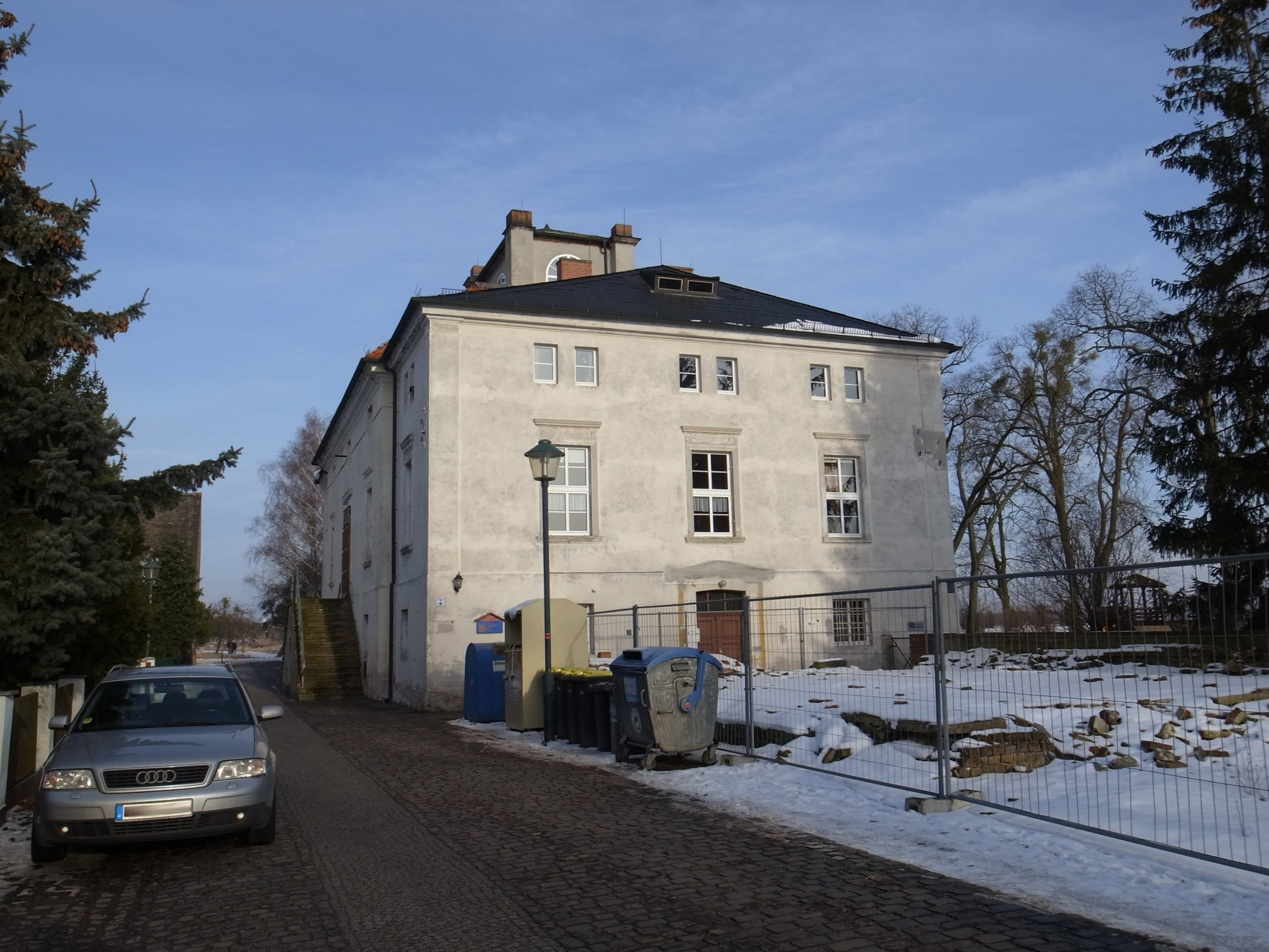
Verwaltergebäude

Die Domäne Wörlitz ist eine denkmalgeschützte Hofanlage in Wörlitz in Sachsen-Anhalt. Sie wird auch als Die Ökonomie bezeichnet.
Sie befindet sich östlich der Wörlitzer Innenstadt an der Adresse Erdmannsdorffstraße 204. Im örtlichen Denkmalverzeichnis ist sie unter der Erfassungsnummer 094 40032 als Amtshof eingetragen.

## Architektur und Geschichte
Die Gebäude des großen Vierseitenhofs wurden zwischen 1783 und 1787 nach Plänen von Friedrich Wilhelm von Erdmannsdorff errichtet. Es entstand ein würfelförmiges Verwalterhaus mit Belvedere. Als Vorbild diente die in Italien befindliche Villa Emo des Renaissancearchitekten Andrea Palladio. Das Verwaltergebäude wurde nach Bränden in den Jahren 1848 und 1866 dann im 19. Jahrhundert nach zwei Seiten erweitert. Der mit einem Säulenportikus gestaltete Eingang liegt auf der Ostseite des Hauses. Sowohl auf der Ost- als auch auf der Westseite befinden sich Freitreppen. Im Gebäudeinneren befindet sich eine vierläufige Treppenanlage. Darüber hinaus sind auch die Türen im Haus im Originalzustand erhalten.
Die Hofgebäude sind aus Backsteinen gebaut und mittels Blendbögen und Kämpfern aus Sandstein gegliedert. Ursprünglich bestanden zwei mit Blendbögen versehene giebelständige Putzgiebel, wovon jedoch nur der Westliche erhalten ist.
Die Domäne wurde von Fürst Franz als Musterhof gefördert. Vom Hof aus wurden auch die weiteren Höfe Münsterberg, Rotehof und Grünehof bei Riesigk sowie zeitweise die Brauerei Wörlitz verwaltet. In der Domäne war der Landwirtschaftsexperte Georg Friedrich von Raumer tätig. Der Musterhof erzielte große wirtschaftliche Erfolge und war ein wichtiger Bestandteil der fürstlichen Wirtschaftspolitik.
In der Zeit nach 1945 wurden zum Hof gehörende Stallungen zum Teil abgerissen und zum Teil zu Wohnräumen umgebaut. 1952 wurde im Verwaltergebäude der städtische Kindergarten eingerichtet, der bis 2015 betrieben wurde.